# 華盛頓 (喬治亞州)
華盛頓（英語：Washington）是一個位於美國喬治亞州威爾克斯縣的城市。根據2010年美國人口普查，該地人口為589人，而該地的面積約為20.30平方千米。同時該地也是威爾克斯縣的縣治。

## 地理
華盛頓的座標為33°44′13″N 82°44′22″W / 33.73694°N 82.73944°W，而該地的平均海拔高度為185米（即607英尺）。